# تیم ملی بسکتبال زنان مجارستان

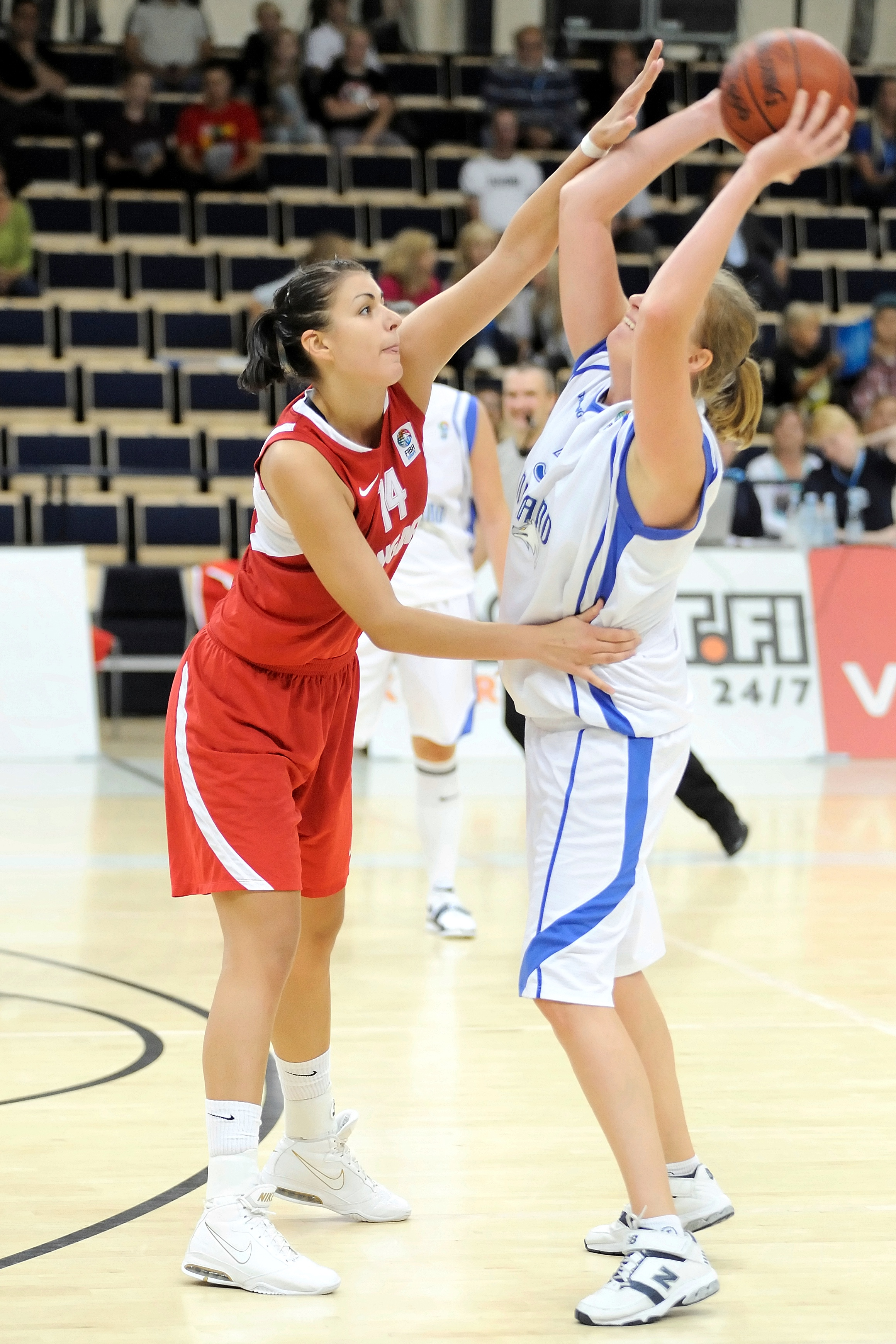
تیجانا کریواچویچ بسکتبالیست مجارستانی در بازی مقابل فنلاند.

تیم ملی بسکتبال زنان مجارستان ، نماینده مجارستان در مسابقات بین المللی بسکتبال زنان است.